# Эштон, Марк
Ма́рк Кри́стиан Э́штон (англ. Mark Christian Ashton; 19 мая 1960, Олдем, Большой Манчестер, Великобритания — 11 февраля 1987, Саутуарк, Большой Лондон, Великобритания) — британский правозащитник, коммунистический и ЛГБТ-активист; член (1982—1987) и генеральный секретарь (1986—1987) Коммунистической молодёжной лиги Великобритании, соучредитель и член (1984—1985) движения «Лесбиянки и геи в поддержку шахтёров».

## Биография
Родился в Олдеме 19 мая 1960 года. Он был старшим ребёнком из двух детей в семье хлопкового ворсильщика Роберта Эштона и домохозяйки Джоан Эштон, урождённой Симпсон. Вскоре после его рождения семья переехала в городок Портруш, в графстве Антрим на территории Северной Ирландии, где прошло его детство. После школы он обучался в Североирландском колледже гостиничного и ресторанного дела, окончив который в 1978 году переехал в Лондон. По свидетельству друга Эштона, журналиста и священника Ричарда Коулза о том периоде его жизни: «Марк некоторое время работал буфетчиком в Консервативном клубе в районе  Кингс-Кросс, или, скорее буфетчицей в виде дрэг — блондинки в пышном парике. Я никогда не был уверен, было ли известно его работодателям, что в действительности он является мужчиной».
В 1982 году провёл три месяца в Бангладеш, куда ездил навестить родителей; его отец работал в этой стране в сфере текстильной промышленности. Опыт, который Эштон приобрёл за время пребывания в Бангладеш, оказал на него глубокое влияние. Вернувшись в Лондон, он стал волонтёром телефона доверия для лесбиянок и геев, поддержал кампанию за ядерное разоружение и вступил в Коммунистическую молодёжную лигу Великобритании.
В 1983 году, в рамках документального проекта «Молодые лесбиянки и геи», Эштон снялся в фильме «Молодёжь в кадре: месть подростков-извращенцев». В 1984 году фильм был удостоен премии Гриерсона в номинации «За лучший документальный фильм». Эштон также увлекался музыкой. В 1985 году он стал членом музыкального коллектива «Красный клин».
В 1984 году, вместе со своим партнёром Майком Джексоном, он основал группу «Лесбиянки и геи в поддержку шахтёров». Члены этого движения начали собирать пожертвования для бастующих шахтёров и их семей на маршах достоинства в Лондоне и других мероприятиях ЛГБТ-сообщества. В 1985—1986 годах Эштон был генеральным секретарём Коммунистической молодёжной лиги Великобритании (Коммунистического союза молодёжи).
30 января 1987 года он был госпитализирован в больницу Гайс, где ему был поставлен диагноз ВИЧ / СПИД. Марк Эштон умер 11 февраля 1987 года от пневмоцистной пневмонии. Его смерть нашла большой отклик среди британского ЛГБТ-сообщества. Останки Эштона покоятся на Ламбетском кладбище.

## Память
В память о нём был основан Трастовый фонд Марка Эштона с целью сбора средств для людей, живущих с ВИЧ-инфекцией; по состоянию на 2007 год фонд собрал и потратил на эти цели 20 000 британских фунтов. С 2008 года в Трастовый фонд Терренса Хиггинса входит Фонд Красной ленты Марка Эштона, который на 2017 год собрал более 38 000 британских фунтов. Имя Марка Эштона внесено в британскую часть Одеяла жертв СПИДа. В мае 2014 года у входа в Трастовый фонд Терренса Хиггинса в его честь была установлена мемориальная доска.
В день его рождения в 2017 году в его честь была установлена синяя табличка над книжным магазином Gay’s the Word на улице Марчмонт в Лондоне, где проходили собрания группы «Лесбиянки и геи в поддержку шахтёров» во время забастовки.25 сентября 2018 года именем Марка Эштона мэрия Парижа назвала сад, примыкающий к отелю «Ангулем Лямуаньон», который теперь называется садом отеля Лямуаньон и Марка Эштона.
Баллада «Для друга» в альбоме «Красный» британского поп-дуэта «Коммунары» (The Communards) была написана в память о нём. Марк Хупер в книге «Честный гид по року» написал, что эта песня является «самым страстным произведением» её исполнителя, Джимми Самервилла, который дружил с Эштоном. В британских чатах «Для друга» поднялась до 28-го место.
Также Эштону посвящён фильм 1989 года Константина Джаннариса «Жан Жене мёртв». История группы «Лесбиянки и геи в поддержку шахтёров» послужила основой при создании фильма 2014 года «Гордость» Мэттью Уорчаса. В фильме Марка Эштона сыграл американский актёр Бен Шнетцер; за эту роль он был номинирован на Премию британского независимого кино.